# Смањења оружаних снага Белорусије (1992—1996)
Смањење Оружаних снага Белорусије 1992—1996 (блр. Скарачэнні Узброеных сіл Беларусі) је скуп мера усмерених пре свега на смањење бројности и оптимизацију Оружаних снага Републике Белорусије.

## Позадини
Након распада Совјетског Савеза 1991. године, земља је наследила велико војно наслеђе: 1410 војних формација, груписање стратешких нуклеарних снага (око 180 формација, јединица и установа које броје око 40 хиљада људи), 3457 тенкова, 3824 оклопна возила, 1562 комада артиљерије (више од 100 мм) и 79 хеликоптера. Концентрација трупа у републици била је највећа у Европи. Тако је, на пример, један војник прошао за 43 особе цивилног становништва. Пре независности, 240.000 војних лица служило је у земљи. Од тога је 125.000 људи у пролеће 1992. директно чинило белоруску војску. Независна република није била у стању да одржи такав контингент.
У априлу—јулу 1992. земља се придружила низу споразума о демилитаризацији, укључујући Лисабонски протокол, Уговор о неширењу нуклеарног оружја, Завршни чин преговора о броју људства конвенционалних оружаних снага у Европи, Уговор о конвенционалним оружаним снагама у Европи.

## Имплементација
У периоду 1992—1996. смањено је или реорганизовано 250 војних јединица. Неки су потпуно распуштени. Чешће је долазило до смањења нивоа – пре свега претварањем дивизија у бригаде, армије у корпусе, ваздушни пукови у ваздухопловне базе. Дивизије неких јединица су након расформирања подељене између осталих формација.
Поред тога, са територије земље 1992—1994, неке авијационе јединице Далеке авијације, предње авијације, ПВО и војно-транспортне авијације повучене су у Русију или су расформиране на лицу места.
Процеси елиминације наоружања и опреме били су у пуном јеку. Укупно, почетком 90-их, Белорусија је о свом трошку смањила наоружање и војну опрему за 2,8 пута више него Велика Британија, Француска и Сједињене Државе (у Европи) заједно. Земља је елиминисала 1.773 борбена тенка, 1.341 борбено оклопно возило и 130 борбених авиона, што је око 10% наоружања и војне опреме које је елиминисало свих тридесет држава потписница Уговора о конвенционалним оружаним снагама.
Једна од кључних мера била нуклеарна демилитаризација Белорусије. Са територије земље у Русију је повучено 1120 бојевих глава.
До 1996. године војска је смањена на 85,5 хиљада, а у другој половини 90-их — на 65. У земљи је у складишту или у промету остало 1684 тенка, 2483 оклопна возила, више од 200 хеликоптера и авиона.

## Утицај
Смањење величине Оружаних снага и смањење нивоа наоружања постали су један од кључних разлога за настанак Територијалне одбране. Стварање оваквих формација био је најекономичнији начин да се надокнаде снаге и средства, да се одбрамбена способност државе одржи на одговарајућем нивоу.
Политика смањења војске и наоружања приморала је земљу да располаже, као и да прода своје оружје. То је довело до пораста извоза белоруских војних производа током 1990-их. Истовремено, многа војна лица су изгубила посао. Неки од њих су плаћеници. Касније је влада намерно користила неке од бивших војних специјалиста за пружање помоћи одређеним државама.
Истовремено, догађаји из 1992—1996. године негативно су утицали на стање војних логора (у земљи их је било више од 200). Као резултат смањења војске, многе од њих су почеле да се празне, инфраструктура насеља је уништена.